# Польский квартет Ирены Дубиской
Польский квартет (пол. Kwartet Polski) — польский струнный квартет, основанный скрипачкой Иреной Дубиской в Варшаве в 1930 г. В состав квартета входили альтист Мечислав Шалеский и виолончелист Казимеж Вилкомирский. Квартет прекратил своё существование в 1939 г. с оккупацией Польши. В 1945 г. Дубиская, Шалеский и Вилкомирский воссоздали квартет под названием Квартет имени Шимановского, пригласив в качестве второй скрипки сестру Вилкомирского Ванду Вилкомирскую. Этот квартет просуществовал два года.